# Maiko Nakaoka
Maiko Nakaoka (født 15. februar 1985) er en tidligere japansk fodboldspiller. Hun har tidligere spillet for Japans kvindefodboldlandshold.

## Japans fodboldlandshold
| Japans landshold | Japans landshold | Japans landshold |
| År               | Kmp              | Mål              |
| ---------------- | ---------------- | ---------------- |
| 2005             | 3                | 0                |
| 2006             | 10               | 0                |
| 2007             | 1                | 0                |
| Total            | 14               | 0                |